# Салонен, Сату
Сату Салонен (фин. Satu Salonen, род. 27 февраля 1973, Вахто, Турку-Пори) — бывшая финская лыжница, призёр чемпионата мира 1997 года.

## Карьера
В Кубке мира Салонен дебютировала в 1996 году, в декабре 1998 года впервые попала в десятку лучших в индивидуальной гонке на этапе Кубка мира. Всего в индивидуальных гонках имеет на своём счету 6 попаданий в десятку лучших на этапах Кубка мира. Лучшим достижением Салонен в общем итоговом зачёте Кубка мира является 22-е место в сезоне 1998/99.
На Олимпиаде-1998 в Нагано заняла 18-е место в гонке на 5 км классикой, 18-е место в гонке на 15 км классикой, 16-е место в гонке преследования и 7-е место в эстафете.
На Олимпиаде-2002 в Солт-Лейк-Сити была 7-й в гонке на 10 км классикой, 36-й в гонке преследования, 7-й в эстафете, так же стартовала в гонке на 30 км классикой, но сошла с дистанции.
За свою карьеру принимала участие в двух чемпионатах мира, на чемпионате мира — 1997 в Тронхейме завоевала бронзовую медаль в эстафете. Лучший результат в личных гонках на чемпионатах мира, 12-е место в гонке на 5 км классическим стилем на том же чемпионате.
Выступала на лыжах производства фирмы Fischer